# Palazzo Borgia del Casale
Il Palazzo Borgia del Casale sorge in Piazza del Duomo a Siracusa, sull'isola di Ortigia.

## Storia

### Storia della famiglia nobiliare dei Borgia e degli Impellizzeri

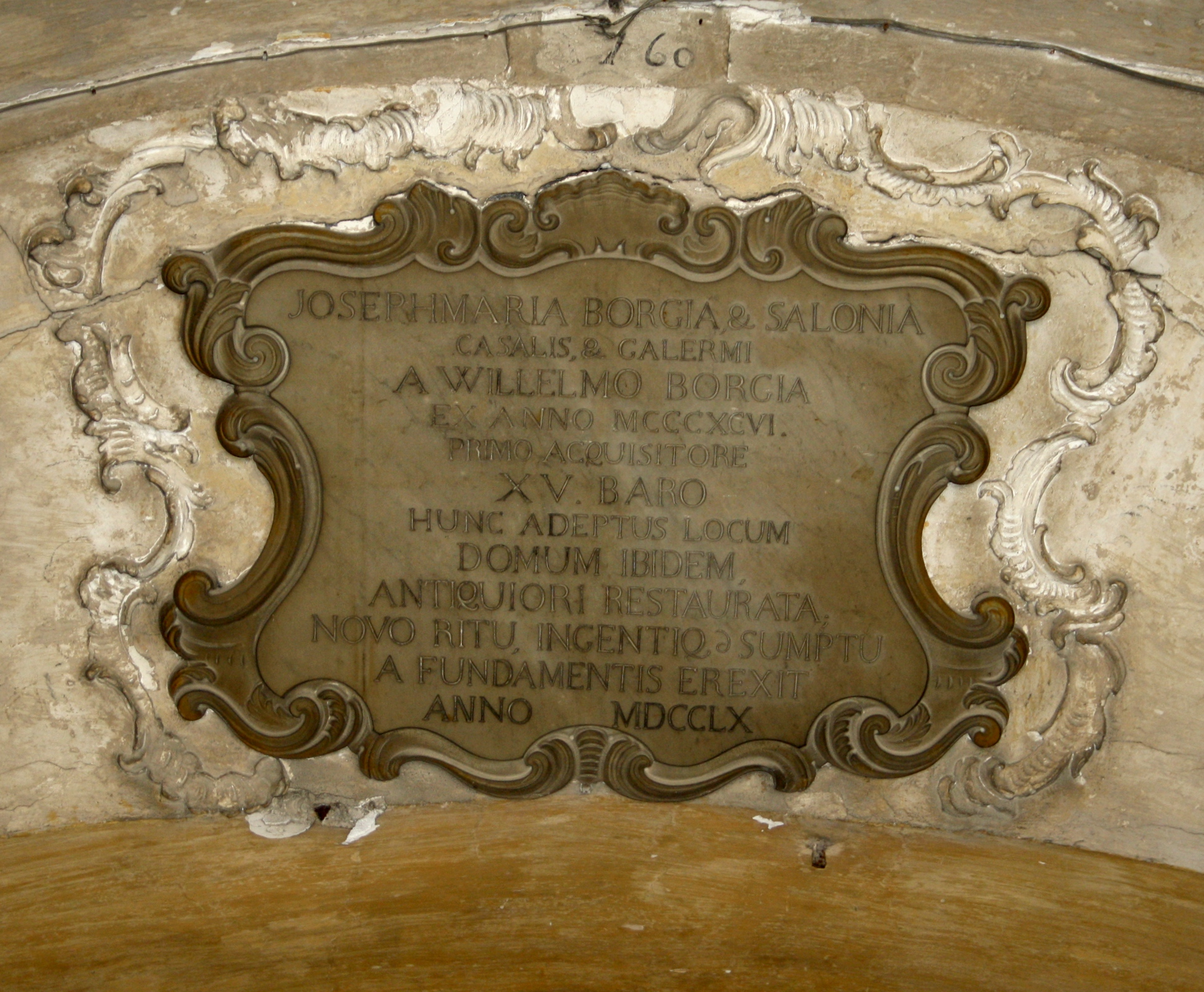
Targa della famiglia nobiliare posta nel palazzo Borgia - Casale.

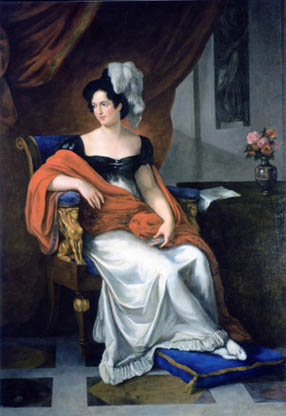
Ritratto di corte raffigurante Lucia Migliaccio, duchessa di Floridia e regina morganatica delle Due Sicilie.

Questo palazzo venne edificato da un discendente dei Borgia e degli Impellizzeri. Queste due erano famiglie nobiliari; gli Impellizzeri erano un'antica casata patrizia siracusana infeudata ai tempi del re Martino I di Aragona, venivano detti del Casale perché possedevano un modesto feudo nella zona Contrada Casale - Bonfalà, ubicata tra le città di Noto e Rosolini. I Borgia invece erano una casata potente di origine spagnola trasferitisi a Roma nel XV secolo, passati alle cronache italiane per aver avuto ben due pontefici, il primo fu papa Callisto III ma sono famosi soprattutto per l'ambizione del loro secondo pontefice, Rodrigo, divenuto papa Alessandro VI. Egli fu un uomo politico più che un religioso, che ebbe un solo scopo nella sua vita; unire l'Italia sotto il nome dei Borgia.
Tra matrimoni e divorzi i Borgia formavano alleanze importanti per la loro posizione feudale. Non è chiaro come il loro nome giunse a Siracusa, sappiamo che essi avevano un'importante nomina nobiliare a Messina, tramite un loro membro, Filippo, cavaliere dell'ordine di Montesa, fratello del duca di Candia, nominato stratigò, e poi vi era un Pietro principe di Squillaci anch'egli nominato stratigò verso il 1600.
Forse il ramo di Siracusa proveniva dunque da Messina. Giuseppe Maria Borgia portava anche il cognome degli Impellizzeri siracusani, quindi doveva esservi stato qualche legame matrimoniale tra le due famiglie feudali.
Nel palazzo che fece costruire in Piazza del Duomo, dieci anni dopo, il 18 gennaio 1770, vi nacque la siracusana Lucia Migliaccio, figlia di Vincenzo Migliaccio duca di Floridia (i Migliaccio sono un'altra antica casata nobiliare proveniente da tre ceppi diversi: Milano, Firenze e Francia) e di Dorotea Borgia. Ancora bambina, all'età di soli undici anni, andò in sposa al principe di Partanna, Benedetto Grifeo del Bosco, e andò a vivere con lui a Palermo, tornando però spesso a trovare la sua casa natale. Qui nel 1794 diede alla luce il suo quarto figlio, Giuseppe. Nel 1812 rimase vedova.
I primi anni del 1800 sono noti alla storiografia per le difficili vicende politiche che l'Europa affrontò sotto le conquiste di Napoleone Bonaparte. Avvenne che il re del Regno delle Due Sicilie, sotto l'attacco dei francesi, dovette abbandonare Napoli e venne a rifugiarsi a Palermo, sotto una sorta di protettorato inglese che premeva affinché il re rinunciasse in favore dell'Inghilterra ai suoi diritti sulla Sicilia. In questo difficile contesto il re napoletano Ferdinando I, incontrò e s'innamorò perdutamente di Lucia Migliaccio. Dopo due anni nel 1814, morta la moglie regina Maria Carolina d'Austria, egli volle dopo soli due mesi sposarsi nuovamente e scelse Lucia Migliaccio, sposandola con un matrimonio segreto a Palermo. Quando i francesi lasciarono Napoli il re vi poté fare ritorno e portò con sé a corte Lucia; ella fu a tutti gli effetti moglie e consorte del re, ma ebbe il titolo di regina morganatica in quanto il suo rango nobiliare, non di stirpe reale, non le consentiva di ereditare il pieno titolo di regina. Amata comunque dai napoletani a lei Siracusa deve il ritorno al titolo di città capoluogo (in quel periodo passato a Noto), in quanto Lucia intercesse con il re a favore della causa aretusea.

### Descrizione stemma dei Borgia di Siracusa
Troncato nel 1º d'azzurro al bue d'oro, passante, sormontato da una stella di sei raggi fra due aquiloni, il tutto dello stesso; nel 2 d'azzurro a tre bande d'oro
(citato in (4) – Vol. II pag. 137 e in (19))
Immagine dello stemma dei Borgia di Siracusa (posto su di uno specchio all'interno del palazzo)
Stemma dei Borgia sullo specchio del palazzo
Lo stemma raffigurato in pietra colorata presso il palazzo
Stemma in pietra colorata

## Struttura del palazzo

### Architettura esterna
Il palazzo è ubicato nel lato destro di Piazza del Duomo partendo dal Palazzo Vermexio e girando in senso orario. Situato tra la Chiesa di Santa Lucia alla Badia e il Palazzo Bonanno - Toscano, la sua facciata si presenta modificata rispetto all'originario progetto, poiché frutto di lavori di ricostruzione nel '900.
È costruito nel posto in cui un tempo vi era un preesistente palazzo di epoca aragonese datato 1396. La ricostruzione come detto in precedenza avvenne in epoca settecentesca. L'ordine inferiore dell'edificio presenta una parete a gradoni dove il portale principale è di forma arcuata e seguono poi dei portoncini rettangolari. L'ordine superiore, dal caratteristico colore rosso, presenta degli balconi elaborati cinti con del ferro battuto bombato e sono sormontati da timpani semicircolari decorati con bassorilievi geometrici, quello centrale invece presenta un timpano semicircolare a base aperta. Poi vi è il terzo ordine diviso dal precedente tramite una trabeazione liscia e presenta anch'esso eleganti balconi. La facciata del palazzo che si affaccia sulla Piazza del Duomo si presenta simile alle altre appena descritte ma con meno decorazioni barocche.
L'interno del palazzo presenta un cortile, anch'esso con elementi barocchi riconoscibili nel grande androne composto da un frontone triangolare orlato da due timpani spezzati con due nicchie arcuate e decorate da bassorilievi. Al centro di questo androne vi è un balcone arcuato e cinto da ferro battuto bombato.

### Arredi interni

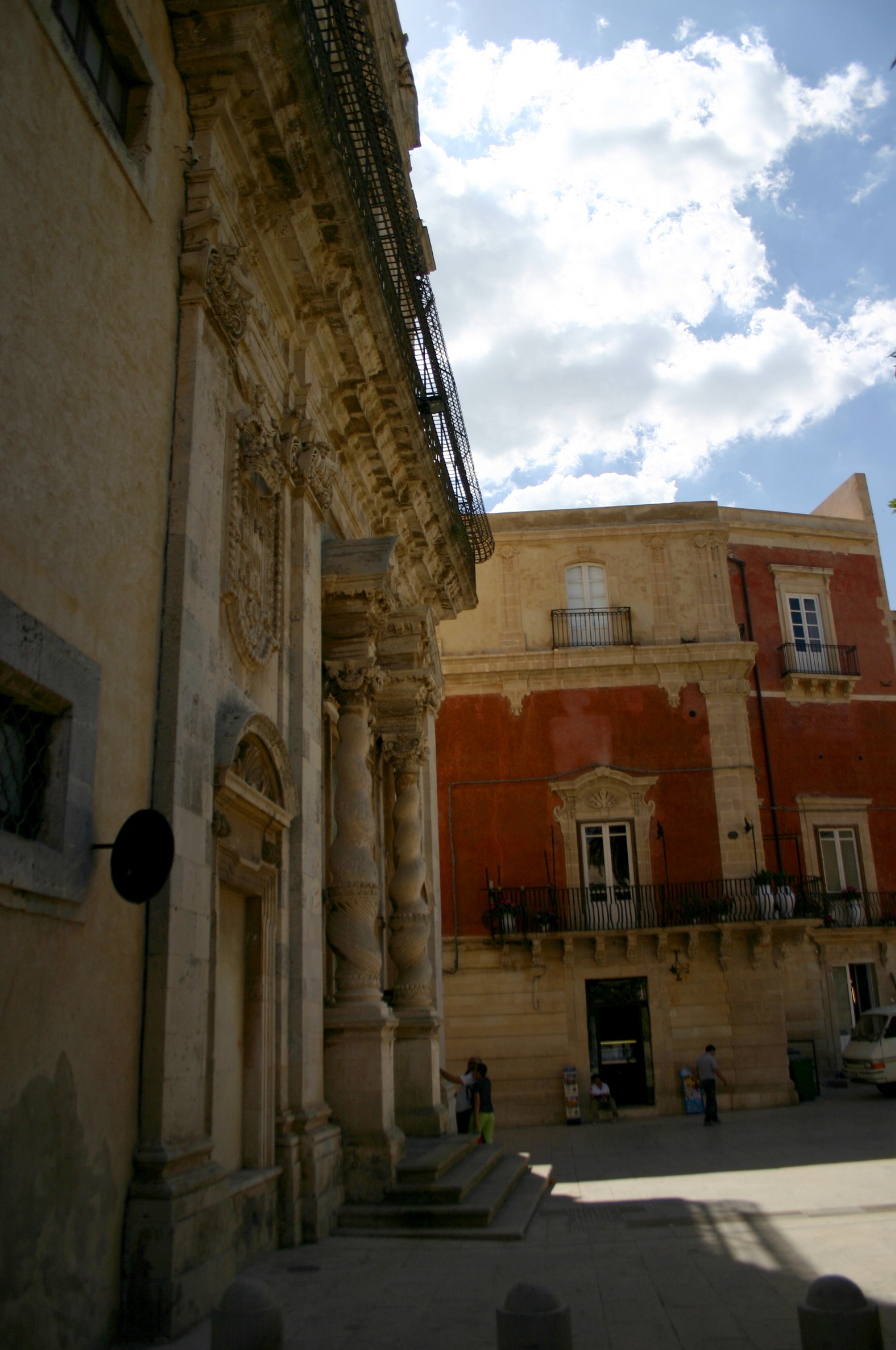
Il Palazzo Borgia del Casale visto di fronte, dalla chiesa di Santa Lucia alla Badia in Piazza del Duomo

Gli interni del palazzo Borgia del Casale, dopo il recente restauro, sono stati divisi in due ambienti pubblicamente distinti, ovvero il piano terra è stato destinato ad un uso commerciale ristorativo mondano, mentre il piano superiore, meglio noto come piano nobile, è stato riservato ai ricevimenti più sfarzosi o significativi come matrimoni, mostre culturali, meeting.
Immagini interno palazzo Borgia del Casale
Stemma delle Due Sicilie nelle stanze di Borgia del Casale
Soffitto decorato e lampadario
Soffitto decorato e lampadario - immagine seconda
Salone, decorazioni e specchio con stemma dei Borgia del Casale
Soffitto decorato e lampadario di un altro salone del palazzo
Affresco salone del palazzo
Soffitto decorato e lampadario di un altro salone del palazzo
Affreschi e finestra su Piazza del Duomo
Sala e specchio con stemma
Affreschi e decorazioni soffitto
Altra sala del palazzo
All'interno del palazzo si trovano affreschi e stucchi ottocenteschi restaurati rispettandone l'aspetto originario.

### I Saloni
Restaurato l'edificio, il cosiddetto piano nobile si divide in saloni di pregio al suo interno, così chiamati:
La Stanza dello Stemma
Il Salotto dei Viaggiatori
Il Salotto delle Arti
Il Salone di Amore e Psiche
Il Salone degli Specchi
L'Alcona
Il Cortiletto'

### Esposizione di abiti settecenteschi in stile rococò

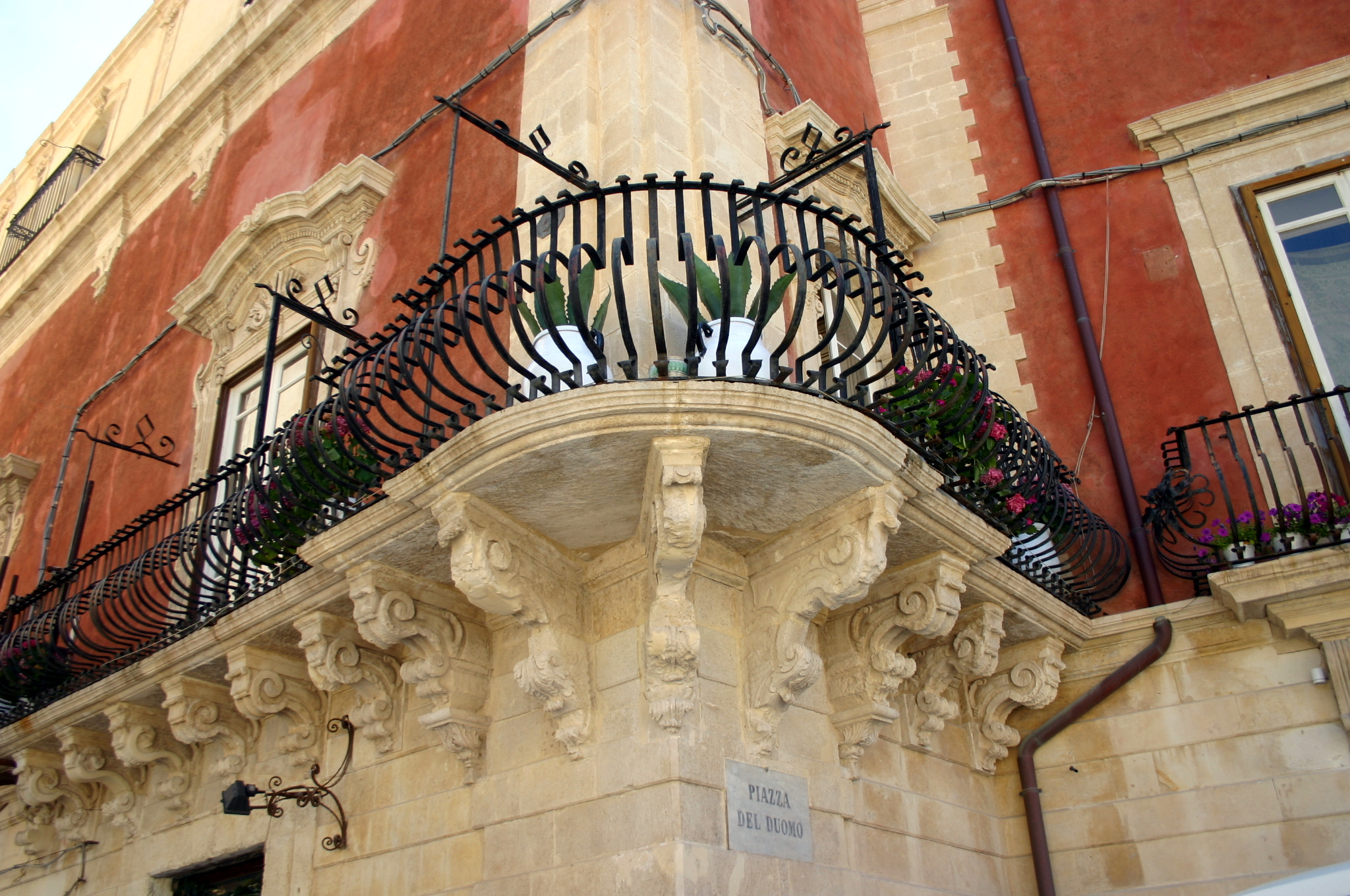
Particolare del Palazzo Borgia del Casale; i balconi in ferro battuto bombato e il caratteristico colore rosso.

Nel piano nobile sono esposti degli abiti settecenteschi ognuno recante un cartellino con su scritte delle informazioni e accanto vi è ricreato un ambiente d'epoca in maniera tale che il palazzo assume un aspetto museale nel suo contesto storico-culturale.
Immagini degli abiti esposti
Abito settecentesco - Borgia del Casale - immagine prima
Abito settecentesco - Borgia del Casale - immagine seconda
Abito settecentesco - Borgia del Casale - immagine terza
Abito settecentesco - Borgia del Casale - immagine quarta
Abito settecentesco - Borgia del Casale - immagine quinta
Abito settecentesco - Borgia del Casale - immagine sesta
Abito settecentesco - Borgia del Casale - immagine settima
Abito settecentesco - Borgia del Casale - immagine ottava
Abito settecentesco - Borgia del Casale - immagine nona
Abito settecentesco - Borgia del Casale - immagine decima